# Witchcraft (gruppo musicale)
I Witchcraft sono un gruppo musicale hard rock/doom metal svedese formatosi ad Örebro nel 2000.

## Storia
Il gruppo fu fondato nel 2000 dal cantante/chitarrista Magnus Pelander, il cui intento originale era incidere un singolo di tributo a Roky Erickson e al membro dei Pentagram Bobby Liebling. Dopo aver chiamato il suo amico John Hoyles (alla chitarra) e i fratelli Ola (al basso) e Jens Henriksson (alla batteria) per dargli una mano, Pelander registrò quel singolo, intitolandolo No Angel or Demon e lo pubblicò nel 2002 mediante la giovane ed indipendente etichetta Primitive Arts Records. Incoraggiato dal responso, continuò a comporre materiale, mentre gli altri membri perseguirono altri interessi.
Dopo un anno, i Witchcraft vennero riconvocati ed entrò in formazione un nuovo batterista: Jonas Arnesén. Il quartetto iniziò a preparare il suo omonimo album di debutto, che avrebbe pubblicato con la Rise Above Records l'anno seguente. Registrato in un seminterrato dotato esclusivamente di attrezzature d'epoca, l'album catturò un sound anni settanta, influenzato non solo dai Black Sabbath, ma anche dalla musica psichedelica e dal folk-rock di gruppi come Leaf Hound, Captain Beyond e Comus. Eppure, ironia della sorte, nessuno dei membri dei Witchcraft era nato prima del 1977, il che rese la loro ricostruzione ancora più notevole.

## Formazione

### Formazione attuale
- Magnus Pelander - voce, chitarra (2000-presente)
- Tobias Anger - basso (2015-presente)
- Rage Widerberg - batteria (2015-presente)

### Ex componenti
- Ola Henriksson - basso (2000-2003, 2004-?)
- Jens Henriksson - batteria (2000-2003, 2006)
- John Hoyles - chitarra (2000-2012)
- Mats Arnesén - basso (2003-2004)
- Jonas Arnesén - batteria (2003-2006)
- Fredrik Jansson - batteria (2006-2012)
- Oscar Johansson - batteria (2012-?)
- Tom Jondelius - chitarra (2012-?)
- Simon Solomon - chitarra (2012-?)

## Discografia

### Album in studio
- 2004 – Witchcraft (Rise Above Records)
- 2005 – Firewood (Rise Above Records)
- 2007 – The Alchemist (Rise Above Records)
- 2012 – Legend (Nuclear Blast)
- 2016 – Nucleus (Nuclear Blast)
- 2020 – Black Metal (Nuclear Blast)
- 2025 – Idag (Heavy Psych Sounds)

### Split
- 2005 – Circulus/Witchcraft (Rise Above Records)
- 2007 – Witchcraft/The Sword (Kemado Records)

### EP
- 2006 – If Crimson Was Your Colour (Rise Above Records)

### Singoli
- 2003 – No Angel or Demon (Primitive Art Records)
- 2012 – It's Not Because of You (Nuclear Blast)
- 2015 – The Outcast (Nuclear Blast)